# Relaciones Brasil-Costa Rica
Costa Rica y Brasil gozan de relaciones diplomáticas desde 1907. Brasil tiene una embajada en San José y Costa Rica tiene una embajada en Brasilia así como consulados en Curitiba, Florianópolis, Río de Janeiro y São Paulo.
En 1953, el gobierno de Costa Rica elevó su Legación en Río de Janeiro a la categoría de Embajada con Luis Dobles Sánchez como primer embajador, quien presentó credenciales el 10 de febrero de 1953.  Poco después el gobierno brasileño hizo lo mismo nombrando embajador a Afranio de Mello Franco.
Costa Rica bajo la administración de Francisco Orlich reconoció el gobierno golpista que derrocó a Joao Goulart en 1964. El canciller costarricense Daniel Oduber argumentó que, aunque hubo un golpe de Estado, la selección de un nuevo presidente fue constitucional.
Cinco presidentes costarricenses han visitado Brasil; José Figueres (1974), José María Figueres (1997), Miguel Ángel Rodríguez (1999), Óscar Arias (2008) y Luis Guillermo Solís (2014) mientras que dos presidentes brasileños han visitado Costa Rica; Fernando Henrique Cardoso (2000) and Luiz Inácio Lula da Silva (2009)